# جوجل واي فاي

جوجل ويفي أو Google WiFi هي خدمة إنترنت لاسلكي مجاني تقدمة جوجل في كاليفورنيا لمدينة ماونتن فيو، تعدها جوجل مجهود في سبيل خدمة بلدتهم.

## الاستخدام
تقول جوجل انك لاتحتاج سوى جهاز داعم للواي فاي وحساب في جوجل، والاتصال بالشبكة المسماة 'GoogleWiFi'.
بالنسبة للاستخدام الشخصي في الأعمال فان جوجل تقول انها توفر جهازاً يلتقط الإشارة ويرسلها بشكل أفضل داخل المباني.

## دعم مدن أخرى
جوجل تعمل على جلب الخدمة لسان فرانسيسكو وكاليفورنيا حالياً، ولايوجد أي تاريخ محدد متى ستتواجد الخدمة أو دعم مدن أخرى.

## رابط خارجي
جوجل ويفي، على موقع جوجل